# Etherpad
Etherpad (anteriormente conocido como EtherPad) es un editor web basado en la colaboración en tiempo real.

## Características
Permite a varios autores editar simultáneamente un documento de texto, y ver todos los participantes en las ediciones en tiempo real, con la capacidad de mostrar el texto de cada autor en diferente color. También hay una ventana de chat en la barra lateral para permitir la comunicación directa.

## Historia
El software se publicó en noviembre de 2008, Google lo adquirió en diciembre de 2009 para liberarlo como código abierto ese mismo mes. Varios servicios utilizan el software Etherpad, incluyendo PiratePad, Pad Telecomix, Framapad, Mozilla Pad (MoPad), PrimaryPad, TypeWith.me, Sync.in, TitanPad e iEtherPad.com.
La Fundación Etherpad coordina el desarrollo del sistema.